# Vistula
Vistula (în poloneză Wisła) este un râu din Polonia care are o lungime de 1.022 km (cel mai lung din țară). Se varsă în Marea Baltică.

## Caracteristici
Fluviul Vistula poate fi considerat axa hidrografica a Poloniei, prin faptul că străbate întregul teritoriu al acestei țări, de la sud de unde izvorăște din Munții Beskid Slaski (Carpații Vestici, 1065 metri altitudine) și până la nord, unde se varsă în Golful Gdańsk. Pe 60 km, în cursul superior, străbate o regiune muntoasă, apoi o regiune subcarpatică, până mai jos de orașul Cracovia unde valea largă are aspect de golf. Mai departe, valea se îngustează datorită apariției înălțimilor hercinice Gory Świetokrzyskie, cunoscute și sub denumirea de Lysa Gora, în vest, și a Podișului Lublinului, în est. De la Puławy la Bydgoszcz, în aval de Toruń, valea se lărgește din nou traversând regiunea de câmpie înaltă Mazowsze. De la Bydgoszcz la vărsare, Vistula separă regiunile Pomorze și Mazury, caracterizate prin prezența a numeroase lacuri formate între morene, după retragerea ghețarilor cuaternari. Cu 50 km înainte de vărsare, râul se desparte în două brațe principale - Nogat, cel mai activ, și Vistula Moartă, pe malul acesteia din urmă găsindu-se portul Gdańsk. Între aceste brațe se desfășoară delta Vistulei, care este în cea mai mare parte amenajată. În aval de Varșovia valea este largă și inundabila în condiții neamenajate. Cei mai importanți afluenți pe partea dreaptă: Raba, Dunajec, Visołoka și San, ce vin din Carpați, Wieprz din Podișul Lublin, Bug unit cu Narew și Drweea ce străbate partea vestică a Mazuriei. Pe partea stângă, afluenții sunt de mai mică importanță - Nida, Radomka, Pilica și Bzura - toți drenând Podișul Poloniei de mijloc.
Regimul de scurgere al Vistulei este continental, cu pierderi mari de apă vară, prin evaporare. Topirea bruscă a zăpezilor de primăvară din Carpați produce creșteri ale nivelului și, implicit, inundații. Deși aproape 2/3 din precipitații cad vara, acestea nu contribuie în mare măsură la formarea inundaților, deoarece acestea se pierd prin evaporație din lacuri, iazuri, mlaștini și chiar de pe cursul lent al râului din zona de câmpie. Apele maxime se produc cu regularitate în martie-aprilie, dar au loc inundații și în timpul verii, când acestea provoacă pagube mari recoltelor. De regulă, vara și iarna apele sunt mici. Cele mai mari niveluri de datoresc blocajelor de gheață. Debitul mediu la Cracovia este de 84 m³/s, la Varșovia de 590 m³/s și la Tczew, în apropiere de vărsare, 1.030 m³/s. Navigația se practică 9 luni pe an, pe 940 km din lungimea fluviului, cu vase de până la 1.000 tone. Pe Vistula propriu-zisă sunt construite două lacuri de acumulare mari și anume: Goczalkowice, cu 32 km² suprafață și 168 mil. m³ volum (dat în funcțiune în 1956), fiind situat în cursul superior, zona subcarpatică; Włocławek, cu 70 km² suprafață, 408 mil. m³ volum (dat în funcțiune în 1970) și care este amplasat în amunte de Toruń, în dreapta orașului Włocławek. În avale de Varșovia s-au construit, în 1980, 5 ecluze și hidrocentrale mici.Legătura pe apă este realizată, în est, cu Nipru - prin intermediul afluentul Bug și în vest cu Odra - prin canalul Bydgoska și afluentul acestuia, Notec, numită și Calea est-vest.
Orașele edificate de-a lungul Vistulei sunt așezări în care pulsează intens prezentul, încărcătura lor de istorie fiind prezentă la tot pasul.